# 卡布拉冈
卡布拉冈（英語：Kabrakan）是玛雅神话中的巨人，为造物主胡拉坎之敌，哥哥齐巴纳自诩为“所有高山的制造者”，自称“所有山的毁灭者”，因此别名“地震”，无论其大哥在哪建起一座高山，他都会把它夷为平地。众神让曾杀掉卡布拉冈父亲的双胞胎英雄胡那普（Hunapu）和喀巴伦格（Xbalanque）去消灭他。兄弟俩冒充猎人，告诉卡布拉冈，他们看到一座无比巨大的山，并带卡布拉冈去找山。半路上兄弟俩把鸡肉涂上石膏，让卡布拉冈吃。卡布拉冈吃后变的衰落，动作也变慢。兄弟俩把卡布拉冈双手反绑，并活埋。